# Chura kampo
Chura kampo (em tibetano significa queijo seco) é um queijo típico  tibetano e ingrediente importante da culinária da região.
Existem muitas possibilidades de formato para o chura kampo. Pequenos pedaços de chura kampo são comidos como se fossem barras de cereais nos países ocidentais. Este queijo é composto de pequenos pedaços de queijo duro seco que demoram para serem mastigados.